# Canta a los poetas soviéticos
Canta a los poetas soviéticos es el decimoprimer álbum de estudio del músico chileno Rolando Alarcón, lanzado en 1971 por el sello DICAP. El álbum es un homenaje al poeta soviético Yevgeni Yevtushenko y al cantautor Bulat Okudzhava. En el lado A Rolando musicaliza poemas del primero, y el lado B del segundo.

## Lista de canciones
Todas las letras escritas por Yevgeni Yevtushenko, toda la música compuesta por Rolando Alarcón, salvo que se indique lo contrario. 
| Lado A |                                      |                    |          |  |
| N.º    | Título                               | Música             | Duración |  |
| 1.     | «¿Querrán los rusos la guerra?»      | Eduard Kolmanowski | 2:49     |  |
| 2.     | «Cuando mataron a Lorca»             |                    | 2:35     |  |
| 3.     | «La prisa es la maldición del siglo» |                    | 3:12     |  |
| 4.     | «La isba»                            |                    | 2:06     |  |
| 10:42  |                                      |                    |          |  |

Todas las canciones escritas y compuestas por Bulat Okudzhava, salvo que se indique lo contrario. 
| Lado B |                                      |                          |          |  |
| N.º    | Título                               | Música                   | Duración |  |
| 5.     | «El último trolebús»                 |                          | 2:20     |  |
| 6.     | «Canción del soldado americano»      |                          | 2:13     |  |
| 7.     | «Cancionita sobre la puerta abierta» | B. Okudzhava, R. Alarcón | 2:15     |  |
| 8.     | «¿Escuchan los botines pasar?»       |                          | 2:34     |  |
| 9.     | «Sharmanka»                          |                          | 1:59     |  |
| 11:21  |                                      |                          |          |  |

## Cuando Mataron a Lorca
La canción "Cuando mataron a Lorca" es una canción de homenaje al poeta español Federico García Lorca quien fue asesinado por la Dictadura de Francisco Franco.